# Грифы
Гри́фы, или си́пы (лат. Gyps), — род крупных хищных птиц семейства ястребиных, широко распространённых в тёплом климате восточного полушария. Имеют внешнее сходство с американскими грифами, однако эти две группы птиц близкими родственниками не являются.
Типичные падальщики, выделяются преимущественно тёмным оперением, неоперённой головой (многие — неоперённой шеей) и длинными, широкими крыльями. Добычу находят исключительно с помощью зрения (в противоположность американским грифам не обладают хорошим обонянием). Обладают мощным клювом, но слабыми ногами, неспособными переносить добычу. Характерная анатомическая особенность — большого объёма зоб и желудок для потребления больших количеств пищи.
Обычно грифы парят на большой высоте, высматривая добычу и следя друг за другом. Если один из них увидит пищу, то спускается вниз, а остальные птицы летят туда же. Здесь часто происходят драки за пищу, зато большая группа птиц способна отпугнуть некоторых хищников. Нередко пища, которую они едят, совершенно испортилась. 
Гной или кровь из трупа течёт по неоперённой части тела и по специальному перьевому «воротнику» стекает с тела грифа. Высокая кислотность желудочного сока убивает трупные бактерии и способствует растворению костей, а симбиотические бактерии в кишечнике обезвреживают бактериальные токсины. Периодически грифы расправляют перья, чтобы ультрафиолетовое излучение убило бактерии на их оперении.

## Виды
Международный союз орнитологов выделяет 8 видов:
- Африканский гриф (Gyps africanus)
- Бенгальский гриф (Gyps bengalensis)
- Капский гриф (Gyps coprotheres)
- Белоголовый сип (Gyps fulvus)
- Снежный гриф (Gyps himalayensis)
- Индийский сип (Gyps indicus)
- Африканский сип (Gyps rueppellii)
- Gyps tenuirostris

Грифами также называют виды птиц некоторых других родов подсемейства грифовые, а также американских грифов.